# Little Italy (Wilmington)
Little Italy è un quartiere situato nell'area occidentale di Wilmington, nel Delaware, costituito da una grande popolazione italo-americana
È delimitato da 4th Street a sud, Union Street a ovest, Clayton Street a est e Pennsylvania Avenue a nord.
Nel quartiere hanno sede numerose attività commerciali appartenenti e gestite da italo-americani, tra le quali ristoranti, studi legali e di fotografia.
Tra gli edifici di Little Italy spicca la St. Anthony's of Padua Roman Catholic Church, che comprende anche una scuola elementare e l'Padua Academy, situata appena fuori dal quartiere. La chiesa ospita anche l'Italian Festival, un festival di una settimana che si svolge ogni anno a giugno e celebra la cultura italiana.
Nel 2010 è stato pubblicato un documentario di 78 minuti sulla storia di Little Italy e sulla sua chiesa intitolato Bells On The Hill, scritto e diretto da Gus Parodi  e Matt Swift. La prima proiezione, presso il locale indipendente Theatre N, è andata esaurita con quattro giorni di anticipo.